# Факултет дигиталних уметности Универзитета Метрополитан
Факултет дигиталних уметности је високошколска установа Универзитета Метрополитан. Налази се у Београду и Нишу.

## Историја
Студијски програми Графички дизајн, Дизајн интерактивних медија и Модни дизајн су четворогодишњи академски програми у обиму од 240 ЕСПБ намењени образовању и оспособљавању студената за стручни рад у области дизајна. За упис на студије могу конкурисати лица са завршеном четворогодишњом средњом школом. Предмети су једносеместрални са модуларизованим и реорганизованим програмима. У оквиру програма Графички дизајн студенти се оспособљавају за рад у компјутерским софтверима Adobe Illustrator, Adobe Photoshop, In Design, FontLab Studio, Dreamweaver и другим, а у оквиру програма Дизајн интерактивних медија се обучавају за израду рекламних спотова, анимираних филмова, веб сајтова, дизајна видео игара и за дизајнирање мобилних апликација.